# Форхах
Форхах (нім. Forchach) —  громада округу Ройтте у землі Тіроль, Австрія.
Форхах лежить на висоті 910 м над рівнем моря і займає площу 14,4 км². Громада налічує 276 мешканців.
Густота населення 19/км².
|                                 |
| Форхах на мапі округу та землі. |

 Адреса управління громади: Nr. 41, 6670 Forchach.